# Winden am See
Winden am See (węg. Sásony) – gmina w Austrii, w kraju związkowym Burgenland, w powiecie Neusiedl am See. 1 stycznia 2014 liczyła 1,33 tys. mieszkańców.